# Haparanda kommun
Haparanda kommun, også Haparanda stad (finsk haapa asp, ranta strand), er en svensk kommune i Norrbotten i Norrbottens län. Kommunen grænser op til Finland. Hovedbyen Haparanda (Fi.Haaparanta) ligger der hvor Torne River møder det nordlige Bay.

## Større byer
- Haparanda
- Karungi
- Keräsjoki
- Kukkola
- Lappträsk
- Marielund
- Mattila
- Nikkala
- Parviainen
- Purra
- Salmis
- Seskarö
- Säivis
- Vojakkala
- Vuono
- Vittikko

65°50′00″N 24°08′00″Ø / 65.833333333333°N 24.133333333333°Ø